# Ángelo Henríquez
Ángelo José Henríquez Iturra (født 13. april 1994) er en chilensk professionel fodboldspiller, som spiller for den russiske Premier League-klub Baltika Kaliningrad. 

## Klubkarriere

### Universidad de Chile
Henríquez begyndte sin karriere hos Universidad de Chile hvor han fik sin professionelle debut i juni 2011.

### Manchester United
Henríquez skiftede i september 2012 til Manchester United. Han endte dog aldrig med at spille en kamp for klubben, dog han repræsenterede reserveholdet i en række kampe.
Han tilbragte lejeaftaler hos Wigan Athletic og Real Zaragoza under sin tid hos klubben.

### Dinamo Zagreb
Henríquez blev i august 2014 udlejet til kroatiske Dinamo Zagreb. Efter at han imponerede på lån, så blev skiftet gjort permanent i juli 2015.

### Club Atlas
Henríquez skiftede i december 2017 til mexicanske Club Atlas.

### Universidad de Chile retur
Henríquez vendte i august 2018 tilbage til sin barndomsklub Universidad de Chile.

### Fortaleza
Henríquez skiftede i juli 2021 til brasilianske Fortaleza.

### Miedź Legnica
Henríquez vendte i juni 2022 tilbage til Europa, da han skiftede til polske Miedź Legnica.

### Baltika Kaliningrad
Henríquez skiftede i juli 2023 til russiske Baltika Kaliningrad.

## Landsholdskarriere

### Ungdomslandshold
Henríquez har repræsenteret Chile på flere ungdomsniveauer.

### Seniorlandshold
Henríquez debuterede for Chiles landshold den 14. november 2012. Han var del af Chiles trup, som vandt Copa América 2015.

## Titler
Universidad de Chile
- Primera División de Chile: 1 (2012)

Wigan Athletic
- FA Cup: 1 (2012-13)

Dinamo Zagreb
- Prva HNL: 2 (2014-15, 2015-16)
- Hrvatski nogometni kup: 2 (2014-15, 2015-16)

Chile
- Copa América: 1 (2015)